# لشنو (شهرستان وارساف وست)
لشنو (به لاتین: Leszno) یک روستا در لهستان است که در گمینا لشنو واقع شده‌است. لشنو ۳٬۵۰۰ نفر جمعیت دارد.